# L'Azur
Pour les articles homonymes, voir Azur.
L'Azur est un roman fantastique de l'écrivain français André Dhôtel paru en 1968,.

## Synopsis
L'intrigue se déroule en France dans les années 1960. Émilien Dombe, qui vient d'obtenir son diplôme, obtient un premier emploi en tant que chef des cultures dans une ferme à Rieux, chez Hector Janret. Une amie, Fabienne, est nommée institutrice dans les environs. Émilien vient s'installer chez les Janret. Plusieurs propriétaires se partagent les terres environnantes : les Desterne, les Comtois, Prabit qui est le créancier des Comtois. Tout le bas de la vallée est envahi par des bois et des terres laissés en friches, où les ronces et les mauvaises herbes abondent. Émilien s'ennuie rapidement de la vie à la campagne, lassé par le vide profond qui se dégage des routines et des conversations. La seule chose qui l'intrigue est une rumeur au sujet d'une jeune fille qu'il a croisée un jour assise sur une butte près d'une rivière : coiffée d'un chapeau de paille même en plein hiver, elle apparaîtrait régulièrement aux habitants de la région, mais semble n'être qu'un fantôme. Émilien se lie vaguement d'amitié avec un dénommé Chimard, mais même celui-ci ne l'aide pas beaucoup. Chaque fois qu'il essaie d'apprendre quelque chose de précis, les gens détournent la conversation, réduisent tout à une sorte d'indifférence généralisée, ou le renvoient à son statut d'étranger qui ne peut pas comprendre.
Émilien se trouve bientôt cerné par les manœuvres des propriétaires jaloux les uns des autres et les jeux de séduction des jeunes femmes, Jenny Janret, Blanche Desterne, ou même Fabienne, qui s'habillent comme le fantôme afin de s'auréoler de son mystère et qui jouent à séduire les hommes des environs. Il se rend compte progressivement que la rumeur concernant le fantôme ne recouvre que le vide. Quant à sa charge de chef de culture, elle n'aboutit à rien : Janret lui refuse les moyens nécessaires à des travaux de défrichage de grande ampleur dans le bas de la vallée, et ses deux tentatives pour verser du produit de défrichage sur les ronces de la vallée se trouvent contrecarrées par de mauvais tours sans qu'il parvienne à savoir qui les lui joue. Il apprend, par la vieille Domus, par Léon Comtois puis par l'avare Prabit, plusieurs histoires anciennes expliquant l'origine de la légende du fantôme et la haine entre Prabit et Comtois, due à des rumeurs invérifiables sur le sort du frère de Prabit, Amédée. Émilien entre en relation avec les Biermes, une famille aisée. Il tombe amoureux de leur fille Edmée et lui fait la cour. Il se désintéresse progressivement du sort des gens de la vallée et obtient par M. Biermes un autre poste dans la Champagne, auprès de M. Deurdon, où il peut se consacrer efficacement à son travail et mener un train de vie parfaitement ordinaire qui lui convient. Il quitte la demeure des Janret. Edmée et lui se fiancent. Cependant, il recroise par une série de coïncidences agaçantes plusieurs jeunes femmes de Rieux : Aurore Blanchard, Jenny Janret.